# フウチョウソウ属
フウチョウソウ属（フウチョウソウぞく）とはフウチョウソウ科の属の1つ。学名はCleome。
分布の中心はアメリカ大陸。近年は観光用として北海道美瑛町などでよく栽培されている。

## ギャラリー

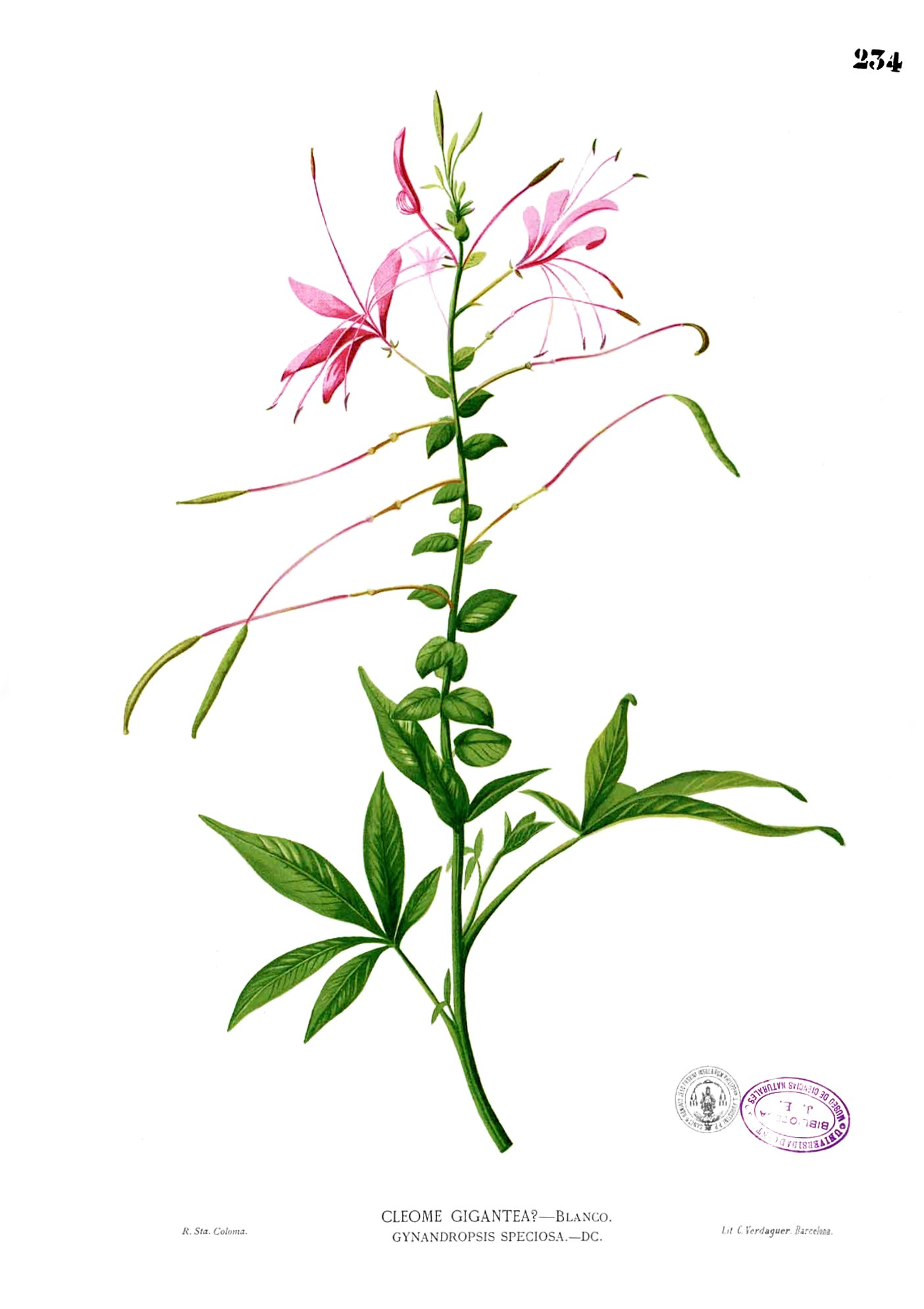
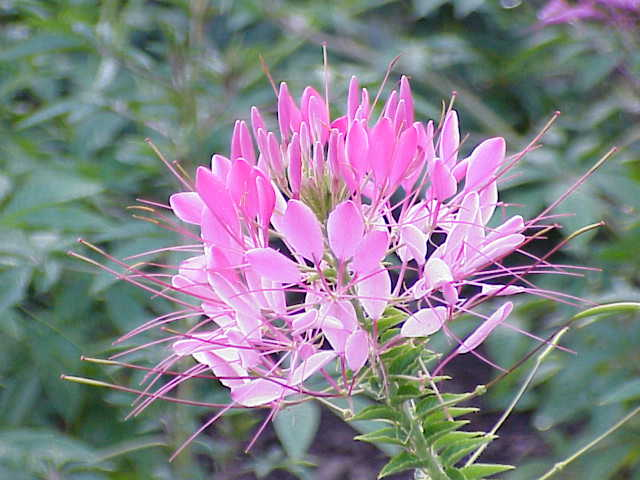
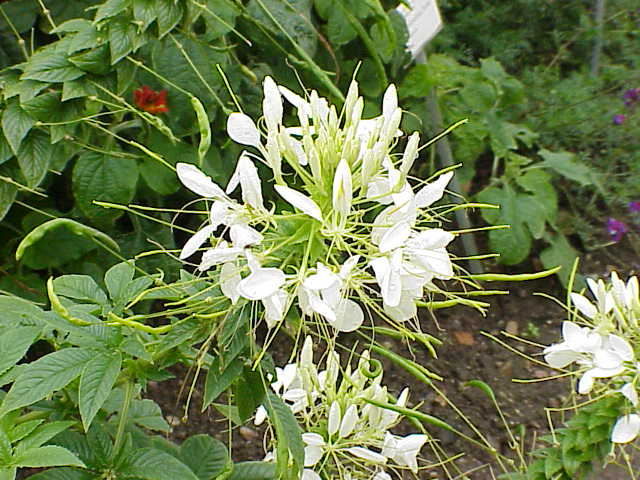

## 主な種
フウチョウソウ (C. gynandra)
セイヨウフウチョウソウ（C. hassleriana、シノニムC. spinosa）
通常、「クレオメ」というと本種をさす。初夏に咲く。一部で野生化している。
アフリカフウチョウソウ（C. rutidosperma）
熱帯アフリカ原産の小型の帰化植物。